# Temascaltepec
Temascaltepec (mot d'origine nahuatl) est l'une de 125 municipalités de l'État de Mexico au Mexique. Amanalco confine au nord à Amanalco, à l'ouest à Valle de Bravo, au sud à Tejupilco et à l'est à Zinacantepec. Son chef-lieu est Temascaltepec.